# Гиттис, Владимир Михайлович
Влади́мир Миха́йлович Ги́ттис (24 июня 1881, Петербург — 22 августа 1938, Москва) — советский военачальник, командовал фронтами во время гражданской войны, комкор (1935)

## Биография
Из мещан. Уроженец Санкт-Петербурга. В 1902 году окончил пехотное юнкерское училище. Участник русско-японской и Первой мировой войн. Первую мировую войну встретил штабс-капитаном 147-го пехотного Самарского полка. В 1917 — полковник, командовал 148-м пехотным Каспийским полком.
После Октябрьской революции перешёл на сторону Советской власти. В феврале 1918 года вступил в Красную армию. С августа 1918 — военрук северного участка отрядов Завесы. Командовал 6-й армией Северного фронта Красной армии (11.09.1918-22.11.1918). Командовал 8-й армией Южного фронта (01.12.-23.12.1918). Руководил контрнаступлением против армии генерала Краснова, завершившимся её полным поражением.
Командовал Западным фронтом (с 22 июля 1919 по 29 апреля 1920) во время советско-польской войны. С 15.05.1920 по 29.05.1921 — командующий Кавказским фронтом.
После Гражданской войны командовал Заволжским, Петроградским военными округами. С 1921 года состоял для особо важных поручений при Реввоенсовете Республики. В 1925 году вступил в ВКП(б). С 1926 года — заместитель начальника снабжения РККА. С 1930 — уполномоченный Наркомата по военным и морским делам в Наркомате торговли, затем начальник отдела внешних заказов Наркомата обороны СССР.
Проживал по адресу: г. Москва, Софийская набережная, д. 34, кв. 103. Арестован 28 ноября 1937 года. Список «Москва-Центр» от 20.08.1938 лиц, предназначенных к осуждению по 1-й категории (расстрел), в котором значится Гиттис, был подписан Сталиным и Молотовым.
Осужден 22 августа 1938 года ВКВС СССР по обвинению в участии в контрреволюционной военной организации и в шпионаже к высшей мере наказания. Расстрелян на Коммунарке.
Реабилитирован 2 июня 1956 года постановлением Военной коллегии.

## Семья
Жена — Зоя Николаевна Гиттис в сентябре 1938 года «за недоносительство» была осуждена к пяти годам лагерей, наказание отбывала в Темниковском лагере.

## Воинские чины и звания
- Подпоручик
- Поручик
- Штабс-капитан — 10.09.1910
- Капитан — 09.1915
- Подполковник — 10.05.1916
- Полковник — 02.12.1916
- Комкор — 20.11.1935[4]

## Награды
- Орден Святого Георгия 4-й степени (ВП 01.09.1915) — «За то, что в бою 5-го мая 1915 г. у сс. Бания и Лясовице, будучи полковым адъютантом и получив сведения об отступлении частей 147-го пехотного Самарского и 148-го пехотного Каспийского Ея Императорского Высочества Великой Княжны Анастасии Николаевны полков, бросился вперёд и своей доблестной энергией, под губительным огнём противника, остановил и привёл в порядок отступающие части, занял новую позицию у с. Задеревач и тем прикрыл фланг подходящей свежей части; благодаря такому мужеству и распорядительности, атаки противника были остановлены и прорыв всей позиции предотвращён.»[5]
- Орден Св. Владимира 4-й ст. с мечами и бантом (ВП 27.02.1915)
- Орден Св. Анны 2-й ст. с мечами (ВП 07.03.1915)
- мечи к ордену Св. Станислава 2-й ст. (ВП 29.05.1915)
- Кавалер ордена Леопольда (Бельгия) (23.02.1916)
- Орден Красного Знамени (за номером 474 - 15.11. 1919 за отличия на Западном фронте)